# Trilochana nagaii
Trilochana nagaii is een vlinder uit de familie wespvlinders (Sesiidae), onderfamilie Sesiinae.
Trilochana nagaii is voor het eerst wetenschappelijk beschreven door Arita & Kallies in 2003. De soort komt voor in het Oriëntaals gebied.